# Paramedaeus simplex
Paramedaeus simplex är en kräftdjursart som först beskrevs av Alphonse Milne-Edwards 1873.  Paramedaeus simplex ingår i släktet Paramedaeus och familjen Xanthidae. Inga underarter finns listade i Catalogue of Life.